# 紙屋克子
紙屋 克子（かみや かつこ、1946年11月21日 - ）は、日本の看護学者（意識障害看護・ナーシングバイオメカニクス・看護事故判例研究・リハビリテーション看護）。学位は博士（医学）（筑波大学・1997年）。静岡県立大学大学院看護学研究科教授・看護学部教授、茨城県立医療大学参与、筑波大学名誉教授。
札幌麻生脳神経外科病院副院長、筑波大学大学院医科学研究科教授、筑波大学大学院人間総合科学研究科教授、筑波大学看護・医療科学類学類長などを歴任した。

## 概要

### 生い立ち
北海道紋別郡湧別町出身。1968年、北海道大学医学部附属看護学校卒業。北星学園大学の文学部社会福祉学科にて学び、1984年に卒業した。それから6年後、今度は北海学園大学の法学部法律学科を卒業し、法学士の称号を取得した。さらに4年後、同大学の大学院にて法学研究科の修士課程を修了し、修士（法学）の学位を取得した。なお、大学院在籍時には、法学研究科の教授だった須田晟雄から指導を受けた。それから3年後、筑波大学から博士（医学）の学位を取得した。論文の題は「意識障害患者のQOLを向上させるための支援方法に関する研究 -症例研究を中心に」。

### 医療現場
北海道大学医学部附属病院の看護師として勤務し、脳神経外科や精神神経科などでキャリアを積んだ。その経験を生かして札幌麻生脳神経外科病院に転じ、看護部長を務めるとともに、副院長にも就任した。

### 学究活動
1995年より学究活動に身を投じ、筑波大学の大学院にて医科学研究科や人間総合科学研究科ヒューマン・ケア科学専攻にて教授を務めた。2004年からは看護・医療科学類にて学類長を務めた。それらの業績を称え、同大学から名誉教授の称号を授与された。現在は、静岡県立大学の大学院にて看護学研究科の教授を務めている。また、看護学部の教授も兼任している。鳩山由紀夫内閣の成立にともない、厚生労働大臣となった長妻昭から、厚生労働省社会保障審議会の委員に就任するよう要請された。紙屋はこの申し出を受諾したため、日本看護協会副会長の坂本すがらと交代する形で委員に任命された。

## 研究
専門は看護学であり、意識障害看護、ナーシングバイオメカニクス、看護事故判例研究、リハビリテーション看護などを中心に研究している。遷延性意識障害をはじめとする意識障害の患者に対する看護手法の開発に意欲的に取り組んでおり、温水浴やトランポリンなどさまざまな手法を試みている。
また、医療・介護の分野にバイオメカニクスを応用しようと試みており、看護分野にバイオメカニクスを適用した「ナーシングバイオメカニクス」を積極的に推進し、それらについての著書も上梓している。北海学園大学にて法学士や法学修士を取得するなど医事法学にも造詣が深く、いわゆる「看護事故」の判例についての研究も行っている。

## 公的活動
車椅子利用者の社会参加の推進にも意欲的であり、その一環として車椅子利用者やその介護者らを青森ねぶたに参加させる取り組みを進めている。1996年に「ケア付き青森ねぶた実行委員会」を結成し、その実行委員長として車椅子利用者らの青森ねぶたへの参加を推進してきた。紙屋は「青森の文化としてすっかり根付いた。年齢や障害の有無にかかわりなく、普通に暮らせる成熟した社会づくりに向け、これからも続けていきたい」と述べており、今後もこの取り組みを推進していく考えを明らかにしている。なお、これらの取り組みが評価され、2006年度のバリアフリー化推進功労者表彰にて、内閣府からケア付き青森ねぶた実行委員会に対して内閣府特命担当大臣表彰を授与されている。

## 賞歴
- 1993年 - 第27回吉川英治文化賞。

## 出演

### テレビ
- 『課外授業ようこそ先輩』日本放送協会。
- 『ワンポイント介護』日本放送協会。

## 著作

### 単著
- 紙屋克子著『私の看護ノート』医学書院、1993年。ISBN 4260341065
- 紙屋克子著『こんなに簡単ステキに家庭介護入門――超高齢社会を不安なく迎えるための介護の常識』ナーシングサイエンスアカデミー、1998年。
- 紙屋克子講演『看護における生活支援技術の理論化・体系化への道すじ』木村看護教育振興財団、1999年。

### 共著
- 紙屋克子・住吉蝶子著『対談私たちの看護管理実践』医学書院、2000年。ISBN 4260330969

### 監修
- 紙屋克子監修『看護職が担う意識障害患者のケア』メディカ出版、2004年。ISBN 4840409382
- 紙屋克子監修・執筆、原川静子執筆『ナーシングバイオメカニクスに基づく自立のための生活支援技術』ナーシングサイエンスアカデミー、2005年。
- 紙屋克子監修・執筆、原川静子執筆『ナーシングバイオメカニクスに基づく自立のための生活支援技術』2版、ナーシングサイエンスアカデミー、2006年。
- 角保徳『口腔ケアのプロになる』監修 紙屋克子、水原章浩（第1版）、医学と看護社〈お年寄りに優しい治療・看護・介護[8]〉、2013年11月25日。ISBN 978-4-906829-08-8。

### ビデオ
- 川島みどり企画、紙屋克子監修・指導『自然な動きを知ろう』中央法規出版、1991年。
- 川島みどり企画、紙屋克子監修・指導『基本的体位変換』中央法規出版、1991年。
- 川島みどり企画、紙屋克子監修・指導『応用的体位変換』中央法規出版、1991年。
- 紙屋克子企画・監修・指導、筑波記念病院協力『口の中の清潔、洗髪、排泄、介護服』ナーシングサイエンスアカデミー、2000年。
- 紙屋克子企画・監修・指導、筑波記念病院協力『一日も早い自立のためにベッド、布団における体位変換』ナーシングサイエンスアカデミー、2000年。
- 紙屋克子企画・監修・指導『基礎技術・体位変換』中央法規出版、2002年。
- 紙屋克子企画・監修・指導『早期離床』中央法規出版、2002年。
- 紙屋克子企画・監修・指導『寝たきり予防と行動拡大』中央法規出版、2002年。